# Pablo Francisco
Pablo Ridson Francisco (ur. 5 stycznia 1974 roku) – chilijsko-amerykański komik urodzony w Tucson (stan Arizona); obecnie mieszka w Los Angeles. Rozpoczął karierę wykonując tzw. "improv", czyli improwizowany skecz kabaretowy. Do późnych lat 90. nie był szczególnie sławny. Sytuacja się zmieniła, gdy zaczął występować na stałe w MADtv. Jego występ został ukazany szerszej publice w jego własnym półgodzinnym show w stacji telewizyjnej Comedy Central Presents w 2000 roku. W roku 2001 i 2002 wyruszył w tournée jako jeden z Trzech Amigos (Three Amigos) wraz z Carlosem Mencią i Freddym Soto. Od tego czasu występował w The Tonight Show With Jay Leno, VH1's ILL-ustrated i najczęściej w Mind of Mencia jako The Voiceover Dude (Gość od naśladowania głosów).
Pablo Francisco naśladuje takie postaci jak: Don LaFontaine, Aaron Neville, Arnold Schwarzenegger, Keanu Reeves, John Madden, Jerry Springer, William Hung; jest także beatbox'erem.